# Nefroblastom
Nefroblastom ili Wilmsov tumor je tumor bubrega koji se često javlja u dječjoj dobi dok je kod odraslih rijedak. Nefroblastom se često naziva i prema njemačkom kirurgu Max Wilmsu (1867–1918) koji ga je prvi opisao, Wilmsov tumor.
Nefroblastomi uz neuroblastome su najčešći solidni tumori dječje dobi.
Liječenje nefroblastoma u ranim stadijima je kirurško, tj. potpuno uklanjanje, dok se u kasnijim stadijima kada je odstranjenje neizvedivo liječi kemoterapijom. U radnim stadijima se nakon odstranjenja tumor, provodi još i zračenje. 
|  | Molimo pročitajte upozorenje o korištenju medicinskih informacija. Ne provodite liječenje bez savjetovanja s liječnikom! |